# گشنیز (سرده)
گشنیز (نام علمی: Coriandrum) نام یک سرده از تیره چتریان است.